# Paratachardina capsella
Paratachardina capsella är en insektsart som beskrevs av Wang 1986. Paratachardina capsella ingår i släktet Paratachardina och familjen Kerriidae. Inga underarter finns listade i Catalogue of Life.